# Gumelar Kidul
Gumelar Kidul is een bestuurslaag in het regentschap Banyumas van de provincie Midden-Java, Indonesië. Gumelar Kidul telt 2612 inwoners (volkstelling 2010).